# Ericsson
Вижте пояснителната страница за други значения на Ериксон.
Ericsson (официално Telefonaktiebolaget L. M. Ericsson) (чете се Ериксон) е шведска телекомуникационна компания, основана през 1876 г. от Ларш Магнус Ериксон. Ериксон държат над 39 000 патента към май 2015 г., много от които в областта на безжичната комуникация. Седалището на компанията е в Стокхолм.

## Днес
През 2001 г. Ericsson, заедно с японската компания Sony, на равни начала става учредител на компанията за производство на клетъчни телефони Sony Ericsson.
Тази компания с равни пакети акции е принадлежала на компаниите Sony Digital Telecommunication Network Company и Ericsson Division Consumer Products. На 27 октомври 2011 г. Sony изкупува частта от 50% от компанията Sony Ericsson, принадлежаща на Ericsson, за 1,05 млрд. евро, обявявайки, че новата продукция на компанията ще се произвежда под бранда Sony. В средата на февруари 2012 г. поглъщането на частта на Ericsson е завършено, и компанията сменя названието си на Sony Mobile Communications.
През 2011 г. компанията Ericsson придобива компанията Telcordia Technologies за $1,15 млрд., благодарение на което разширява влиянието си на пазара на мрежова оптимизация и системи за бизнес-поддръжка (на английски: Business support system).